# Teresa Wrzesińska
Teresa Wrzesińska (ur. 18 października 1950 w Tomaszowie Mazowieckim, zm. 12 stycznia 2017 w Łodzi) – polska działaczka społeczna, związana głównie z łódzkim oddziałem Polskiego Związku Niewidomych, gdzie w latach 1997–2004, oraz ponownie 2008–2016 pełniła funkcję wiceprezesa zarządu głównego PZN.
Była inicjatorem projektu Teatr czytany, w ramach którego wraz z Teatrem Powszechnym w Łodzi wystawiono ponad 50 premier skierowanych i przygotowanych pod potrzeby osób niewidomych i słabo widzących.